# Европски парламент
Европски парламент (ЕП) је једина непосредно бирана парламентарна институција Европске уније. Заједно са Саветом Европске уније, он чини дводомну законодавну грану институција Уније и описиван је као једно од најмоћнијих законодавних тела на свету.
Парламент и Савет чине највише законодавно тело унутар Уније. Међутим, њихове моћи су ограничене на овлашћења која су земље чланице пренеле на Европску заједницу. Стога Парламент има мало утицаја на области политике које су земље чланице задржале или су унутар друга два од три стуба Европске уније. За разлику од већине националних парламената, Европски парламент нема право законодавне иницијативе, и иако је он „прва институција“ Европске уније (која се прва наводи у Уговорима и има церемонијално првенство над свим моћима на европском нивоу), Савет има веће моћи у областима законодавства у којима се не примењује процедура коодлучивања (са једнаким правима измена и одбацивања).
Од 1970. године, Европски парламент, заједно са Саветом, има контролу над буџетом ЕУ, и на крају процедуре, усваја буџет у целини. Парламент такође врши демократски надзор над Европском комисијом, укључујући и право вета над постављењем Председника и целокупног састава Комисије, као и право изгласавања неповерења Комисији. ЕП практикује и политички надзор над свим другим институцијама Уније.
Парламент чини 720 чланова који представљају друго по величини демократско бирачко тело на свету (након Индије) и, са 342 милиона грађана са бирачким правом, највеће наднационално бирачко тело у историји. Парламент се бира на непосредним изборима са универзалним бирачким правом, сваких пет година од 1979. Избори за Европски парламент одржавају се у свакој држави чланици посебно, независно (мада понекад истовремено) од националних или локалних избора. У Парламенту су представници више великих свеевропских политичких групација, као и најважнијих политичких странака земаља чланица.
Седиште Европског парламента је у Стразбуру, где се и одржавају редовне месечне пленарне, гласачке, четвородневне седнице, како је прописано протоколом у Амстердамском уговору. Из практичних разлога, међутим, током већег дела месеца, припремне законодавне радње, седнице одбора, и додатне пленарне седнице се одржавају у Бриселу, где су лоциране и остале институције Уније. Секретаријат Европског парламента, који упошљава највећи део особља, налази се у Луксембургу. Цена одржавања два седишта и честог сељења свих чланова ЕП и особља од једног до другог брине бројне посматраче. Европски парламент је неколико пута захтевао право да сам одреди место заседања и елиминише систем са два седишта, али су европске владе то право задржале за себе.

## Историја
Европски парламент, као и друге институције данашње ЕУ, није био оформљен у данашњем облику када се први пут састао 10. септембра 1952. Једна од најстаријих заједничких институција, Парламент је започео као „Заједничка скупштина“ Европске заједнице за угаљ и челик (ЕЗУЧ). Била је ово консултативна скупштина 78 парламентараца делегираних из редова националних парламената земаља чланица (види двојни мандат), без законодавних овлашћења. Ову промену од његовог оснивања истакао је професор Дејвид Фарел са Универзитета у Манчестеру овако:
Током највећег дела свог постојања, Европски парламент се могао оправдано назвати ’вишејезичном причаоницом’. Али ово није више случај: ЕП је данас једно од најмоћнијих законодавних тела на свету по својим, и законодавним, и моћима надзора извршних органа.
Развој Парламента од његовог оснивања сведочи о еволуцији структура Уније без једног јасног „врховног плана“. Неки, попут Тома Рида из Вашингтон поста, рекли су о Унији да „нико не би намерно осмислио владу тако сложену и прекомерну каква је ЕУ“. И сама чињеница да Парламент има два седишта, која су мењана неколико пута, јесте исход разних договора или одсуства договора.

### Консултативна скупштина
Ово тело није поменуто у изворној Шумановој декларацији. Претпостављало се, или надало, да би се тешкоће у преговорима са Британцима разрешиле и тиме омогућило да Скупштина Савета Европе обавља овај задатак. Посебна Скупштина је установљена током преговора о Уговору о ЕЗУЧ, као установа која би представљала равнотежу и надгледала извршне органе, пружајући притом демократски легитимитет. Начин на који је Уговор о ЕЗУЧ срочен показивао је жељу вођа за више од обичне консултативне скупштине, коришћењем израза „представници народа“ и дозвољавао је непосредне изворе. Рани значај Скупштине је истакнут када јој је поверен задатак састављања нацрта уговора којим би била основана Европска политичка заједница. За ову потребу, састављена је „ад хок“ скупштина која је имала и додатне чланове, али је пројекат напуштен након неуспеха предложене Европске одбрамбене заједнице.
Упркос овоме, 1958. године су Римским уговорима основане Европска економска заједница и Евратом. Заједничку скупштину су делиле све три заједнице (које су имале засебне извршне органе), а своје име је променила у „Европска парламентарна скупштина“. Три заједнице су се спојиле Уговором о спајању из 1967, а тело је преименовано на своје садашње име „Европски парламент“ 1962. 1970. године, Парламент је добио овлашћења над неким областима буџета Заједнице, која су 1975. године проширена на цео буџет.
Према Римским уговорима, Парламент је требало да буде непосредно биран. Међутим, Савет је претходно морао да договори једнообразни изборни систем, што он није учинио. Парламент је запретио да ће тужити Савет пред Европским судом правде, што је довело до компромиса према којем се Савет сложио са одржавањем избора, али је питање изборних система одложено за накнадну одлуку.

### Изабрани парламент
На изборима 1979. године, чланови Европског парламента су по први пут изабрани непосредно. Ово га издваја од других сродних институција, попут Парламентарне скупштине Савета Европе или Свеафричког парламента, чији се чланови постављају (делегирају). Након ових првих избора, парламент је одржао своју прву седницу 11. јула 1979. и изабрао Симон Веј за председницу; Веј је била прва жена председница Парламента од када је он основан као Заједничка скупштина.
Као изабрано тело, Парламент је почео да сачињава нацрте предлога који су се односили на функционисање Заједнице. На пример, 1984. године, подстакнут својим претходним радом на пројекту Европске политичке заједнице, Парламент је сачинио „нацрт Уговора о оснивању Европске уније“, познат и као „Спинелијев план“, према свом подносиоцу, Алтијеру Спинелију, члану ЕП. Иако овај план није усвојен, многе његове идеје касније су спроведене другим уговорима. Даље, Парламент је од 1980-их почео са одржавањем гласања о предложеним Председницима Европске комисије, пре него што је добио било какво формално право вета. Од када је Парламент први пут непосредно изабран, број чланова се напросто повећавао са приступањем нових земаља чланица (број чланова је такође повећан 1994. након поновног уједињења Немачке). Након овога, Уговор из Нице је установио ограничење од највише 732 члана.
Као што је био случај и са другим институцијама, седиште Парламента још није било фиксирано. Привремено је било удешено да се Парламент састаје у Стразбуру, док су Комисија и Савет заседали у Бриселу. Парламент је 1985. године, желећи да буде ближе овим другим институцијама, изградио другу салу за заседање у Бриселу и преместио тамо део својих послова упркос негодовањима из неких земаља. Коначни договор постигао је Европски савет 1992; према њему, Парламент остаје у Стразбуру, али мора одржавати и делове седница у Бриселу. Парламент се борио против оваквог удешења са два седишта, али је оно касније усвојено и у Уговору из Амстердама. Локације ове установе су и данас предмет спорења.

### Скорашња историја
Европски парламент је добијао све веће моћи кроз узастопне уговоре, наиме кроз проширење процедуре коодлучивања. 1999. године, Парламент је натерао Сантерову комисију на оставку, одбијајући да одобри буџет Заједнице због оптужби за проневеру и погрешно управљање у Комисији. Две главне партије су се током кризе по први пут упустиле у динамику владе и опозиције, што се окончало скупном оставком Комисије, по први пут од свих изнуђених оставки, уочи предстојећег гласа неповерења у Парламенту.
2004. године, након највећих наднационалних избора у историји, и упркос томе што је Европски савет изабрао Председника Комисије из највеће политичке групације (Европске народњачке партије), Парламент је поново извршио притисак на Комисију. Током испитивања предложених комесара у Парламенту, чланови Европског парламента су изнели сумње о неким кандидатима, а Комитет за грађанске слободе је одбацио Рокоа Бутиљонеа као кандидата за портфељ комесара за правду, слободу и безбедност због његових погледа на хомосексуалност. Ово је био први пут да је Парламент икада гласао против комесара који је ступао на дужност и, иако је Барозо инсистирао на именовању Бутиљонеа, Парламент је на крају успео да натера да Бутиљоне буде повучен. И неколико других комесара су морали бити повучени или премештени на друге портфеље пре него што је Парламент дозволио да Барозова комисија преузме дужност.
Поред проширивања коодлучивања, и демократски мандат Парламента му је давао све већу контролу над законодавством у односу на друге институције. Приликом гласања о Болкестејновој директиви 2006. године, Парламент је великом већином гласао за преко 400 амандмана који су изменили темељни принцип овог закона. Фајненшел тајмс је овај догађај описао следећим речима:
Европски парламент је напрасно дорастао. Ово означава још један померај у распореду снага између три средишње институције ЕУ. Прошлонедељно гласање наговештава да су непосредно бирани чланови Европског парламента, упркос својим бројним идеолошким, националним и историјским оданостима, почели да се уједињују као озбиљна и делотворна институција ЕУ, баш када је проширење значајно закомпликовало преговоре унутар и Савета и Комисије.
2007. године је комесар за правду Франко Фратини по први пут укључио Парламент у разговоре о другом Шенгенском информационом систему, иако су чланови Европског парламента морали бити консултовани само о деловима пакета. Након овог експеримента, Фратини је наговестио да би волео да укључи Парламент у све послове везане за правду и криминал, неформално дајући нове моћи које би парламентарци 2009. стекли према Уговору из Лисабона, ако би овај ступио на снагу.

## Моћи и функције
Европски парламент и Савет ЕУ су у суштини два дома у дводомној законодавној грани власти у Европској унији, при чему је законодавна моћ званично једнако подељена између оба дома. Међутим, постоје и неке разлике од националних законодавних тела. На пример, ни Парламент ни Савет немају право законодавне иницијативе (Савет има ово право у неким међувладиним пословима) — у пословима Заједнице, ово право је задржано искључиво за Европску комисију (извршни орган). Ово значи да Парламент може изменити или одбацити предлоге законодавних аката, али да би се сачинио такав предлог, Комисија мора да састави нацрт закона пре него што се о њему може расправљати у Парламенту и евентуално бити усвојен као правни акт. Међутим, Парламент има право да захтева од Комисије да састави овакве нацрте, и како Комисија све више прати предлоге Парламента, председник Парламента Ханс-Герт Петеринг је тврдио да Парламент има de facto право законодавне иницијативе.
Парламент има и значајан посредан утицај, кроз необавезујуће резолуције и саслушања у одборима, као „свеевропска говорница“ пред хиљадама новинара базираних у Бриселу. Ту је и посредно дејство на спољну политику, пошто Парламент мора одобрити сва давања за развој, укључујући и она ван граница Уније. На пример, подршка за реконструкцију послератног Ирака, или подстицаји за заустављање иранског нуклеарног развоја морају бити подржани у Парламенту. Подршка Европског парламента је такође била неопходна за договор о размени података о путницима на трансатлантским авионским линијама са САД.

### Законодавна процедура
Моћи Парламента су прошириване сваким новим уговором ЕУ. Ове моћи су превасходно одређиване кроз законодавне процедуре Уније. Метод који је временом постао преовлађујућа процедура (која се данас (2008) примењује у око три четвртине области политике) јесте процедура коодлучивања, у којој су моћи суштински једнако подељене између Парламента и Савета. Коодлучвање пружа једнак положај између ова два тела. Према овој процедури, Комисија представља предлог Парламенту и Савету. Они онда шању амандмане Савету, који може или усвојити текст са овим амандманима или послати назад „заједничко становиште“. Парламент може затим или одобрити овај предлог или може изнети нове амандмане. Ако Савет не одобри ове потоње, саставља се „одбор за помирење“, који чине чланови Савета и једнак број чланова Европског парламента, који настоје да договоре заједничко становиште. Када је заједничко становиште договорено, оно мора бити одобрено у Парламенту, поново апсолутном већином. Осим коодлучивања, и мандат Парламента као једине непосредно демократске институције му је дао више простора да добије више контроле над законодавством од других институција, на пример у случају његових измена у Болкестејновој директиви 2006.
Међу другим процедурама су: процедура сарадње, што значи да Савет може одлучити супротно од Парламента уколико одлучи једногласно; процедура консултације, која захтева само консултацију са Парламентом; и процедура сагласности, у којој Парламент има вето. Комисија и Савет, или само Комисија, могу такође деловати и потпуно независно од Парламента, али је употреба таквих поступака веома ограничена. Процедура такође зависи и од тога која се врста институционалног акта користи. Најснажнији акт је регулација (наредба), акт или закон који је непосредно примењив у целости. Затим су ту директиве које обавезују земље чланице на одређене циљеве које морају испунити, што оне чине кроз сопствене законе и стога имају маневарског простора у одлучивању по њима. Одлука је инструмент који је циљан на конкретну особу или групу и непосредно је примењен. Установе могу такође издавати и препоруке и мишљења, која су само необавезујуће објаве. Постоји и документ који не прати уобичајене поступке, наиме „писана објава“, слична „предлогу раног дана“ у вестимнстерском систему. Ово је документ који предлаже до пет чланова Европског парламента о предмету који је унутар активности Европске уније и који служи да покрене дебату о том предмету. Објава се поставља изван улаза у салу за пленарна заседања, где је чланови могу потписати, и уколико је потпише већина чланова, она се прослеђује Председнику Парламента и објављује на пленарном заседању, након чега се прослеђује другим установама и формално бележи у записницима.

### Буџет
Законодавна грана званично држи буџетска овлашћења Уније, моћи које су добијене Буџетским уговорима из 1970-их. Буџет Европске уније подељен је у обавезне и необавезне издатке. Обавезни издаци су они који произилазе из уговора Европске уније (укључујући и Заједничку пољопривредну политику) и међународне договоре; остатак су необавезни издаци. Док Савет има последњу реч о обавезним издацима, Парламент има последњу реч о необавезним издацима.
Установе састављају процене буџета и Комисија их саставља у нацрт буџета. И Савет и Парламент могу мењати буџет, при чему Парламент усваја или одбацује буџет у својој другој расправи. Потпис Председника Парламента је обавезан пре неко што буџет може ступити на снагу.
Парламент је такође одговоран за одобравање спровођења претходних буџета, на основу годишњег извештаја Европског суда одитора. Парламент је одбио да одобри буџет само два пута, 1984. и 1998. Касније је одбијање Парламента да одобри буџет довело до оставке Сантерове комисије.

### Контрола извршне власти
| Немачка              |  | 96 (12.8%) |
| Француска            |  | 74 (9.9%)  |
| Уједињено Краљевство |  | 73 (9.7%)  |
| Италија              |  | 73 (9.7%)  |
| Шпанија              |  | 54 (7.2%)  |
| Пољска               |  | 51 (6.8%)  |
| Румунија             |  | 32 (4.3%)  |
| Холандија            |  | 26 (3.5%)  |
| Белгија              |  | 21 (2.8%)  |
| Грчка                |  | 21 (2.8%)  |
| Чешка                |  | 21 (2.8%)  |
| Португалија          |  | 21 (2.8%)  |
| Мађарска             |  | 21 (2.8%)  |
| Шведска              |  | 20 (2.7%)  |
| Аустрија             |  | 18 (2.4%)  |
| Бугарска             |  | 17 (2.3%)  |
| Данска               |  | 13 (1.7%)  |
| Финска               |  | 13 (1.7%)  |
| Словачка             |  | 13 (1.7%)  |
| Ирска                |  | 11 (1.5%)  |
| Хрватска             |  | 11 (1.5%)  |
| Литванија            |  | 11 (1.5%)  |
| Словенија            |  | 8 (1.1%)   |
| Летонија             |  | 8 (1.1%)   |
| Естонија             |  | 6 (0.8%)   |
| Кипар                |  | 6 (0.8%)   |
| Луксембург           |  | 6 (0.8%)   |
| Малта                |  | 6 (0.8%)   |

Председника Европске комисије предлаже Савет (у пракси Европски савет), и Парламент мора овај предлог одобрити простом већином, што суштински Парламенту даје вето, али не и право да предлаже, вођу извршне власти. Након што је Председник Комисије одобрен, он предлаже чланове Комисије у договору са државама чланицама. Сваки комесар излази на расправу пред релевантни парламентарни одбор, која покрива предложени портфељ. Парламент затим комесаре, као заједничко тело, одобрава или одбацује. У пракси, Парламент никада није гласао против Председника или његове Комисије, али се ово чинило вероватнијим када је предложена Барозова Комисија. Притисак који је извршен натерао је тада Бароза да повуче свој предлог и измени га како би он био прихватљивији за Парламент. Неки су видели овај притисак као знак промена у природи Парламента и његовој способности да држи Комисију одговорном, уместо да буде место где се на предлоге кандидата само лупају печати. Штавише, у гласању о Комисији, чланови Европског парламента су такође гласали по партијским, а не националним линијама, упркос честим притисцима националних влада на чланове ЕП из својих земаља. Ова слога и воља да се користи моћ Парламента привукли су већу пажњу националних вођа, других установа и јавности, која је претходно у најмањем броју икада зашла на изборе за Европски парламент.
Парламент такође може и да изгласа неповерење Комисији уколико за то има двотрећинску већину, која би натерала комплетну Комисију на оставку. Као и са одобравањем Комисије, ова моћ никада није коришћена али је њоме запрећено Сантеровој комисији, која је затим сама поднела оставку. Постоји и неколико других полуга контроле, попут: захтева да Комисија поноси извештаје Парламенту и одговара на питања чланова Европског парламента, захтева да председавајући Европског савета представи свој програм на почетку свог председавања, права чланова Европског парламента да Комисији и Савету достављају предлоге законодавних аката и политика, и права да испитују чланове ових институција (нпр. „време за питања“ Комисији сваког уторка). Тренутно (2008), чланови Европског парламента могу постављати питања о било којој теми, али су у јулу 2008. чланови гласали да ограниче питања на она која су унутар мандата ЕУ и да забране увредљива или лична питања.

### Моћи надгледања
Парламент има и друге моћи општег надгледања, које су му махом дате Уговором из Мастрихта. Парламент може да оснује Одбор за истрагу, што је на пример учинио у случају болести лудих крава или Цијиних тајних летова (у првом случају, овај одбор је довео до оснивања Европске ветеринарске агенције). Парламент може позвати друге установе да одговарају на питања и, ако је неопходно, може их тужити Европском суду правде ако прекрше право или уговоре Европске уније. Осим овога, Парламент има моћи у поступку постављања чланова Европског суда одитора и председника и извршног одбора Европске централне банке. Председник ЕЦБ је такође обавезан да Парламенту представи годишњи извештај.
Парламент бира Европског омбудсмана, који се бави притужбама јавности на све институције. Сваки грађанин Европске уније може такође поднети представке (петиције) о предмету унутар сфере активности ЕУ. Одбор за представке саслушава случајеве, око 1.500 сваке године, које понекад у Парламенту представљају сами грађани. Парламент покушава да разреши питања као посредник, али он посеже и за судским споровима уколико је то неопходно за разрешење спора грађанина.

## Чланови
Парламентарци ЕП су познати као чланови Европског парламента (чл. ЕП). Они се бирају сваких 5 година на изборима са универзалним бирачким правом за одрасле. Распоред седења у Парламенту је према политичкој припадности. Отприлике једна трећина чланова Европског парламента су жене. Пре 1979. године, чланове су постављале националне скупштине земаља чланица.
Свака земља чланица бира унапред одређен број посланика, који се одређује према броју становника. Укупан број чланова Европског парламента требало би да буде 732; међутим, од 1. јануара 2007. има 785 чланова, што је последица приступања Румуније и Бугарске, пошто распоред броја чланова по земљама не узима у обзир државе које приступе ЕУ у периоду између двају избора. Према важећим правилима, број чланова би требало да буде поново смањен на 732 након избора 2009. Међутим, правила би била измењена Уговором из Лисабона, који је (2008) у закоченом поступку ратификације, према којем би ЕП имао 751 члана: 750 чланова са правом гласа у ма којем тренутку и Председник, који не може гласати док председава. Осим овога, највећи број места одвојен за земљу чланицу био би смањен на 96, са садашњих 99, док би најмањи број места био повећан са пет на шест. Места се расподељују по регресивно пропорционалној скали, што значи да веће земље добијају већи број чланова, али притом сваки члан Европског парламента представља већи број грађана него у мањим земљама. Замишљено је да би нови систем, који укључује и ревизију броја посланика по земљама добрано пред изборе, могао да избегне политичку „размену услуга“ када дође време за преговоре о ревизији ових бројева.
Тренутно, чланови ЕП примају исту плату као чланови њихових националних скупштина. Међутим, од 2009. ступа на снагу нови правилник који даје свим посланицима једнаку плату од 7.000 евра, која подлеже локалном порезу и може такође бити опорезована национално. Чланови Европског парламента ће се пензионисати са 63 године и примати своју целу пензију од Парламента. Трошкови путовања ће бити надокнађивани на основу стварних издатака уместо паушалног износа, како је сада случај. Поред финансијске надокнаде, чланови уживају и известан број привилегија и имунитета. Како би се обезбедило њихово слободно кретање до и од Парламента, њихове земље им обезбеђују објекте и погодности намењене вишим званичницима који путују у иностранство, док им владе других земаља чланица обезбеђују објекте и погодности намењене за посете страних представника. Док су у својој земљи, чланови Европског парламента уживају све врсте имунитета које имају и национални парламентарци, док у другим земљама уживају имунитет од привођења и судског поступка. Међутим, члан Европског парламента се не може позивати на имунитет уколико се ухвати у кривичном делу, а Парламент такође има право да члану укине имунитет.

### Политичке групације (2004—2009)
Шаблон:Политичке групације у Европском парламенту (2004—2009)
Чланови Европског парламента се организовани у седам различитих парламентарних групација, укључујући и тридесет неприкључених чланова који су познати под француским називом non-inscrits. Две највеће групације су Европска народњачка партија-Европске демократе и Партија европских социјалиста. Овде две групације су доминирале Парламентом током највећег дела његовог постојања, држећи непрекидно између 50 и 70% места у Парламенту скупа. Ниједна група никада није сама имала већину у Парламенту.
Групације су често засноване око једне европске политичке партије, како је случај са социјалистичком групом. Међутим, оне могу, попут либералне групације, Савеза либерала и демократа за Европу, укључивати више од једне европске политичке партије као и националне странке и независне чланове. Да би групација била призната, она мора имати 20 чланова ЕП из шест различитих земаља (од јуна 2009, најмање 25 чланова ЕП из седам различитих земаља). Након што су признате, групације добијају финансијске дотације од Парламента и гарантована места у одборима, што ствара подстицај за оснивање групација. Међутим, оснивање групације „Идентитет, традиција, суверенитет“ 2007. је довело до контроверзи због њене идеологије: чланови ове групације су били са крајње деснице, те је било нелагоде око преноса јавних фондова таквој групи. Било је покушаја измене правила како би се зауставило оснивање ИТС, међутим они се нису остварили. Групи је, међутим, онемогућено да заузме челне положаје у одборима, што је право које би требало да припада свим партијама. Када се група упустила у унутрашње обрачуне, неки од чланова су се повукли, што је довело до тога да њена величина падне испод границе за признавање, изазвавши тиме колапс групе исте године.

### Политичке групације (2009—2014)
Шаблон:Политичке групације у Европском парламенту (2009—2014)

### Политичке групације (2014-)
| Групе  | Групе                                               | Странке                                                                                      | Мандати | 751 |
| ------ | --------------------------------------------------- | -------------------------------------------------------------------------------------------- | ------- | --- |
|        | Група Европске народне партије                      | Европска народна партија                                                                     | 217     | 751 |
|        | Прогресистичка алијанса социјалиста и демократа     | Партија европског социјализма                                                                | 189     | 751 |
|        | Европски конзервативци и реформисти                 | Европски конзервативци и реформисти Европски хришћански политички покрет                     | 74      | 751 |
|        | Савез либерала и демократа за Европу                | Партија савеза либерала и демократа за Европу Европска демократска странка                   | 68      | 751 |
|        | Европска уједињена левица - Нордијска зелена левица | Партија европске левице Нордијска зелена левица Европска антикапиталистичка левица           | 52      | 751 |
|        | Европски зелени - Европски слободни савез           | Европска партија зелених Европски слободни савез                                             | 51      | 751 |
|        | Европа слободе и директне демократије               | Савез за директну демократију у Европи разне евроскептичне странке                           | 45      | 751 |
|        | Европа нација и слободе                             | Европска алијанса за слободу Покрет за европу нација и слободе разне националистичке странке | 37      | 751 |
|        | Несврстани                                          | разне странке                                                                                | 18      | 751 |
| Укупно | Укупно                                              | Укупно                                                                                       | 751     | 751 |

### Велика коалиција
Обзиром да Европски парламент не саставља владу у смислу традиционалног парламентарног система, његова политика се развила више по линијама консензуса него по линијама партија и коалиција у борби за владавину већине. Заправо, током већег дела његовог постојања, Парламентом је доминирала велика коалиција Народњачке и Социјалистичке партије. Две велике партије настоје да сарађују како би нашли компромис између својих групација, што води ка предлозима које одобравају огромне већине. Међутим, било је и ситуација када би се појавила стварна страначка политика, као на пример поводом оставке Сантерове комисије.
Када су испливале прве оптужбе против Комисије, оне су биле превасходно усмерене против Едит Кресон и Мануела Марина, обоје социјалиста. Када је парламент разматрао могућност да одбије да одобри буџет Заједнице, Председник Комисије Жак Сантер је изјавио да би глас против био једнак ускраћивању поверења. Партија европских социјалиста је подржала Комисију и видела случај као покушај Европске народњачке партије да дискредитује њихову партију пред изборе 1999. Вођа ПЕС, Полин Грин, чл. ЕП, је покушала да се изгласа поверење, и ЕНП је поднела супротне предлоге. Током овог периода, две велике партије преузеле су улоге сличне динамици владе и опозиције, при чему је ПЕС подржавала извршни орган, а ЕНП повлачила своју претходну подршку и оборила га. Политизација попут ове је од тада у порасту, и 2007. године је Сајмон Хикс са Лондонске школе економије запазио да:
Наш рад такође показује да је политика у Европском парламенту све више заснована око партије и идеологије. Гласање је све више подељено по линијама левица-десница, и јединство партијских групација је драматично порасло, посебно у четвртом и петом сазиву Парламента. Стога ће овде вероватно бити и импликација на политику.
Током петог сазива, од 1999. до 2004, дошло је до раскида у великој коалицији, што је довело до коалиције деснице и центра између либерала и народњака. Ово је било одражено и у председавању Парламентом, где су мандате делили ЕНП и ЕЛДР, радије него ЕНП и ПЕС. Либерална група СЛДЕ данас (2008) броји 101 члана Европског парламента, највећи број места који је у Парламенту икада држала ма која трећа странка.

### Избори
Избори се одржавају, непосредно у свакој земљи-чланици, сваких пет година почевши од 1979. Изузетно, ако се земља прикључи између двају избора, биће одржани допунски избори за њихове чланове. Ово се догодило четири пута, најскорије када су се 2007. прикључиле Румунија и Бугарска. Избори се одвијају током неколико дана, већ према локалном обичају, и, осим што мора бити пропорционалан, изборни систем је остављен на вољу државама чланицама. Ово укључује и могуће одређивање под-националних изборних јединица: док већина земаља има националне листе, неке, попут Уједињеног Краљевства и Француске, деле своју квоту између региона. Места се расподељују између земаља чланица сагласно њиховом броју становника, при чему ниједна земља нема више од 99, ни мање од 5 чланова.
Најскорији избори за Европски парламент у целој Унији одржани су јуна 2004. Били су то највећи истовремени наднационални избори икада одржани игде у свету, јер је готово 400 милиона грађана имало право гласа. Изабрано је 30,2% женских чланица Европског парламента, у поређењу са 16,5% на првим изборима 1979. Наредни избори у Унији биће одржани 2009. Постоје бројни предлози за „шминкање“ наредних избора како би се на њих привукла већа пажња јавности. Међу њима се највише истиче идеја о њиховом ближем повезивању са избором Председника Комисије, што би се остварило тако што би политичке партије у кампању ушле са својим кандидатима за овај положај, тако да би највећа партија у суштини формирала владу, као у парламентарном систему власти. Ово је покушано 2004, међутим, само је Европска зелена странка, која је била прва стварно све-европска странка основана са заједничком кампањом, предложила кандидата за положај Председника, Данијела Кон-Бендија. Најближе што је нека друга странка дошла до овога било је када је Народњачка странка поменула четири или пет појединаца које би волели да виде на овом положају. Нада је да би овакве промене додале легитимитет и контрирале падајућој излазности, која је конзистентно падала сваки пут након првих избора, и од 1999. је испод 50%. Румунија и Бугарска су 2007. изабрале своје чланове Европског парламента у допунским изборима, након приступања на почетку те године; излазност на овим изборима била је једна од најнижих у историји европских избора, само 28,3% и 28,6%, редом.

## Одвијање
Сваке године, активности Европског парламента се одвијају у кругу између седмица за одборе, када се у одборима расправља о извештајима и састаје се међупарламентарне делегације, седмица за политичке групације, када чланови расправљају о раду унутар својих политичких групација, и седмица за седнице, када чланови проводе 3½ дана на деловима седница у Стразбуру. Осим овога, током године се организује и шест дводневних делова седница у Бриселу. Четири седмице су издвојене као седмице за бираче како би се члановима омогућило да се посвете искључиво раду са својим бирачима. Напокон, током летњих седмица нема никаквих планираних састанака. Парламент се може састајати без сазивања од неког другог органа. Његове састанке делимично контролишу уговори, али су ван тога остављени на вољу самом Парламенту према његовим „правилима процедуре“ (правилником који управља парламентом).
Током седница, чланови могу говорити након што им Председник да реч, уз временско ограничење од једног минута. Чланови Савета или Комисије могу такође присуствовати и говорити на седницама. Делом због потребе за превођењем, као и политике консензуса у дому, дебате су по правилу мирније и уљудније него, на пример, у вестминстерском систему. Гласање се изводи превасходно дизањем руку, које се на захтев може проверити електронским гласањем. Међутим, ни у једном од ових случајева се гласови чланова Европског парламента не бележе: то се ради једино у случају гласања прозивком, када се сваки члан редом прозива да изрази своју подршку или неслагање, по абецедном редоследу имена. Ово је историјски систем који је коришћен када је Парламент имао много мање чланова и данас се ретко користи. Гласање се може такође извести и потпуно тајним поступком, на пример, када се бира Председник. Сви забележени гласови, скупа са записницима и актима, се записују у Службеном гласнику Европске уније и може им се приступити онлајн.
Чланови Европског парламента су распоређени у полукружној сали за седнице према својим политичким групацијама, које се распоређују превасходно на лево и десно, мада се неке мање групације распоређују ближе спољашњем прстену Парламента. Сви столови су опремљени микрофонима, слушалицама за превод и опремом за електронско гласање. Вође групација седе на предњима клупама у средини, док је у самом средишту подијум за говоре гостију. Преостали део кружног подијума чини уздигнуто подручје где седе Председник и службеници. Намештено је и још клупа између страна овог подручја и чланова Европског парламента; њих користе Савет на крајње левој страни и Комисија на крајње десној. Обе сале за седнице, и у Бриселу и у Стразбуру, прате овај оцрт са једино мањим разликама. Улаз у салу је ограничен и контролишу га разводници који помажу члановима Парламента у сали (на пример, достављањем докумената). Разводници такође делују као нека врста полиције у спровођењу одлука Председника, на пример уклањајући члана који омета седницу (мада се ово ретко догађа). Први начелник протокола у Парламенту је био Француз, и многа правила у Парламенту су заснована на француском моделу који је првобитно развијен након Француске револуције. 180 разводника су веома видљиви у Парламенту, носећи црни фрак и сребрни ланац, и запошљавају се на исти начин као Европска грађанска служба. Председник има личног разводника.

### Председник и организација
Тренутни председник Парламента је Антонио Тајани (од 1. јануара 2017), члан Европског парламента из Европске народне партије. Председник председава пленарном седницом током заседања, и његов потпис је обавезан за све акте који се усвајају коодлучивањем, укључујући и буџет Европске уније. Председник је такође задужен за спољашње представљање Парламента, укључујући у правним питањима, и за примену правила процедуре (пословника). Он се бира на период од две и по године, што значи два избора током једног сазива Парламента.
У већини земаља, протокол шефа државе долази испред свих осталих; међутим, у Европској унији, Парламент је наведен као прва институција, и стога протокол његовог председника долази пре било којег другог европског или националног протокола. Од Председника зависе и поклони који се дају бројним високим гостима. На пример, Председник Ђузеп Борељ из Шпаније је својим колегама поклањао кристалну чашу аутора уметника из Барселоне, који је у њој угравирао делове Повеље ЕУ о фундаменталним правима, између осталих ствари.
Бројне истакнуте личности су биле председници Парламента и његових претходника. Први Председник био је Пол-Анри Спаак, један од очева оснивача Уније. Међу другим оснивачима Уније били су и Алчиде де Гаспери и Роберт Шуман, други и пети Председници Парламента. Међу Председницима су биле и две жене, Симон Веј 1979 (прва Председница изабраног Парламента) и Никол Фонтен 1999, обе Францускиње.
Током избора Председника, пленарном седницом председава најстарији члан Парламента; 2004. и 2007. то је био члан ЕП Ђовани Берлингвер. Док најстарији члан председава, он има сва овлашћења Председника, али је једини посао којим се Парламент тада може бавити избор Председника.
Под Председником је и 14 потпредседника који председавају расправом док Председник није у сали. Осим председавајућих, ту је и известан број других тела и положаја који су одговорни за вођење Парламента. Два основна тела су Биро, који је одговоран за буџетска и административна питања, и Конференција председника, која ј управљачко тело које чине председници свих политичких групација у Парламенту. Бригу о финансијским и административним интересима чланова води шест „квестора“.

### Одбори и делегације
Парламент има 20 сталних одбора, које чини сваког од 28 до 86 чланова Европског парламента (тако да одржавају политички састав целог Парламента), укључујући и председавајућег, биро и секретаријат. Они се састају јавно два пута месечно како би сачинили нацрте, изменили или усвојили предлоге правних аката и извештаја који ће бити представљени пленарном заседању. Известиоци одбора би требало да представе виђење одбора, мада ово приметно није увек био случај. Током догађаја који су довели до оставке Сантерове Комисије, известилац се изјаснио против тесног гласа Одбора за буџетску контролу да одобри буџет, и апеловао је на Парламент да гласа против.
Одбори могу установити и пододборе (на пример, Пододбор за људска права) и привремене одборе који би се бавили посебном темом (на пример, нерегуларном испоруком осумњичених за тероризам Сједињеним државама). Председавајући одбора координирају свој рад кроз „Конференцију председавајућих одбора“. Када је уведено коодлучивање, оно је увећало моћи Парламента у великом броју области, али посебно у областима које покрива Одбор за животну средину, јавно здравље и безбедност хране. Чланови Европског парламента су раније сматрали овај одбор ”Пепељуга одбором”, међутим, откако је добио на значају, постао је професионалнији и ригорознији, привлачећи све више пажње на свој рад.
Делегације Парламента се оформљавају на сличан начин и одговорне су за односе са парламентима ван ЕУ. Постоје 34 делегације које чини по око 15 чланова ЕП; председавајући делегација такође сарађују у конференцији налик на председавајуће одбора. Међу њима су ”међупарламентарне делегације” (које одржавају односе са парламентима ван ЕУ), ”заједнички парламентарни одбори” (који одржавају односе са парламентима држава које су кандидати за чланство или придружене чланице ЕУ), делегација у Заједничкој парламентарној скупштини афричких, карипских и пацифичких држава (”земље АКП”) и Европске уније, и делегација у Евро-медитеранској парламентарној скупштини. Чланови Европског парламента такође учествују у другим међународним активностима попут Евро-латиноамеричке парламентарне скупштине, Трансатлантског дијалога законодаваца, и кроз посматрање избора у трећим земљама.

### Превођење и интерпретирање
Говорници у Европском парламенту имају право да говоре на било којем од 24 званична језика Европске уније, од енглеског и француског, до малтешког и шведског. Симултано превођење се обезбеђује на свим пленарним седницама, и сви коначни текстови правних аката се преводе. Са 24 језика, Европски парламент је највишејезичнији парламент на свету и послодавац са највише запослених преводилаца на свету: 350 стално запослених, и 400 спољних сарадника у време високе потребе. Грађани се могу Парламенту обраћати и на баскијском, каталонском/валенсијском, и галицијском језику.
Обично се језик преводи из страног језика у матерњи језик преводиоца. Због великог броја језика, од којих су неки мали, превод се од 1995. наовамо каткад ради обрнуто, са матерњег језика преводиоца („ретур“ систем). Осим овога, говор на мањем језику може бити превођен преко трећег језика услед недостатка преводилаца („штафетно“ превођење) — на пример, када се преводи са естонског на малтешки. Преводиоци морају имати течно значе два друга језика Уније поред свог матерњег језика. Због сложености питања, превод се не ради реч по реч. Уместо тога, преводиоци морају да пренесу политички смисао говора, без обзира на њихова сопствена гледишта. Ово захтева детаљно разумевање политике и израза коришћених у Парламенту, што укључује и значајну претходну припрему (нпр. читање докумената у питању). Често може доћи до тешкоћа када чланови користе живописан језик, шале, игре речима, или говоре пребрзо.
Док неки виде обраћање својим матерњим језиком као важан део свог идентитета, и могу говорити течније у расправама, други критикују превођење и његову цену. Извештај који је 2006. сачинио члан Европског парламента Александер Стаб, је истакао како би коришћењем само енглеског, француског и немачког језика, трошкови могли бити смањени са 118.000 евра дневно (за тадашњи 21 језик, када румунски и бугарски језик још нису додати) на 8.900 евра дневно. Иако многи виде енглески језик као идеалан јединствен језик због његове широке распрострањености, постоји и кампања да се француски учини јединственим језиком за све правне текстове, због представе да је прецизнији у правној употреби. Иако ово не би непосредно утицало на превођење током пленарне седнице, тежиште би било померено према француском језику током расправа о нацртима правних аката.

## Седиште
Парламент је базиран у три различита града, са бројним зградама. Протокол прикључен уз Уговор из Амстердама налаже да се у Стразбуру одржава 12 пленарних седница (једна месечно, изузев августа, када се не одржава ниједна, и септембра, када се одржавају две), где је и званично седиште Парламента, док се додатни делови седница и састанци одбора одржавају у Бриселу. Секретаријат Европског парламента налази се у Луксембургу.
Седиште Парламента у Стразбуру се сматра симболом помирења између Француске и Немачке, које су у прошлости често водиле битке око овог града. Међутим, оно је и под знаком питања због цене одржавања два седишта за парламент. Иако је Стразбур званично седиште, и налази се надомак Савета Европе (са којим се „обострана сарадња“ непрекидно „учвршћује“), Брисел је седиште готово свих других већих институција ЕУ, и већина послова Парламента се већ обавља тамо. Стога, иако је Стразбур главно седиште, оно је истовремено и највише оспоравано, мада има и оних који верују да би Стразбур требало да буде једини главни град.
Критичари су описивали удешење са два седишта као „путујући циркус“, и постоји снажан покрет да се Брисел успостави као једино седиште Парламента, због чињенице да се тамо налазе друге политичке институције (Комисија, Савет ЕУ и Европски савет), због чега се Брисел третира као „главни град“ ЕУ. Овај покрет је добио снажну подршку од бројних истакнутих личности, укључујући и прву потпредседницу Комисије Валстрем која је изјавила да је ”нешто што је некада било веома позитиван симбол ЕУ која поново уједињује Француску и Немачку сада постало негативан симбол — бацања новца, бирократије и лудости бриселских институција”. Европска зелена странка је у студији коју су водили чланови Европског парламента Џин Ламберт и Каролајн Лукас истакла и цену по животну средину: осим 200 милиона евра који се троше на додатно седиште, ту је и додатних 20.268 тона угљен-диоксида, што подрива било које становиште ове институције и Уније по питању заштите животне средине. Кампању такође подржава и онлајн петиција са преко 1,2 милиона потписа грађана ЕУ, коју је покренула чланица Европског парламента Цецилија Малмстрем. 2006. године су се појавиле и оптужбе о нерегуларностима у рачунима које је град Стразбур испоставио за зграде које Парламент користи под најмом, што је додатно штетило имиџу града. Према једном истраживању међу члановима Европског парламент, 89% испитаника (39% укупног броја чланова ЕП) је желело само једно седиште, и 81% је за то седиште радије желело Брисел; друга, више академска, студија нашла је 68% подршке. Међутим, Европски парламент, једина скупштина на свету са више од једног седишта, нема право да изабере своје место састајања. Ова одлука лежи на Европском савету, где промена може бити онемогућена ветом једне државе чланице, конкретно Француске, чије становиште није измењено бројним кампањама, тако да је француски председник Никола Саркози изјавио да о седишту Парламента „не може бити преговора“.

## Будућност Парламента
Уговор из Лисабона, који је тренутно (2008) у закоченом поступку ратификације, махом задржава реформе које су оцртане у одбаченом Уставном уговору. Укупно гледано, моћи Европског парламента биле би увећане. На пример, готово све области политике потпадале би под процедуру коодлучивања (која би била названа „уобичајена законодавна процедура“), што би значило да би Парламент имао практично једнаке моћи са Саветом (званично Савет министара). У преосталом мањем броју области у којима би моћи остале неједнаке, Савет би морао да консултује Парламент и/или тражи његово одобрење за пропис у питању. Парламент би такође, кроз уобичајену законодавну процедуру, добио веће моћи над целим буџетом ЕУ, не само над необавезним издацима. У погледу састава Парламента не би било већих промена, мада би најмањи број места по земљи чланици био увећан са 5 на 6, док би највећи број био умањен са 99 на 96. Постојала би и основна правила у вези са распоредом броја места у Парламенту, уместо да се, као до сада, о њима преговара приликом сваког проширења. Одлуке о саставу Парламента тренутно доноси Савет; ово би и даље остао случај, али би одлука била доношена на основу предлога из самог Парламента.
Европски савет би био обавезан да, приликом предлагања Председника Комисије, узме у обзир најскорије изборе, што су они већ добровољно учинили након избора 2004. Као и до сада, сагласност Парламента би била неопходна да би Председник преузео дужност; међутим, Уговор из Лисабона користи реч „изабрати“ уместо „одобрити“ за овај поступак. Ово је област у којој Савет министара нема удела. Остаје да се види да ли би ово нагнало политичке групације да искористе своју моћ и мандат да предложе сопствене кандидате уместо кандидата Европског савета, што би било налик уставним монархијама, у којима је моћ владара да изабере свог шефа владе de facto ограничена чињеницом да они морају прихватити кандидата победничке странке у парламенту; било је наговештаја да би политичке групације у Парламенту могле да предложе своје кандидате пре избора 2009. Ниједна већа странка није предложила кандидата 2004, при чему је расцепканост партија на европском нивоу била део разлога зашто није дошло до предлога; међутим, постоје планови да се партије ојачају пре следећих избора, а Европска зелена странка, прва која је водила заједничку кампању, јесте била истакла свог кандидата. 2007. године, комесар Франко Фратини је наговестио да би, по питањима везаним за овлашћења Парламента у областима правде и криминала, волео да делује као да је Уговор већ ступио на снагу, како би се унело више демократије и обезбедило да Парламент има надзор над предстојећим правним актима које Фратини није желео да одгађа до 2009.
Поред институционалних реформи које би донео Уговор из Лисабона, Председник Европског парламента је 2007. оформио Посебну радну групу за парламентарну реформу како би унапредио ефикасност и имиџ Парламента. Међу идејама су и оживљавање пленарних седница и дебата о „Стању Уније“. Чланови Европског парламента су одбацили једну од кључних реформских идеја групе, додатне дебате о актуелним питањима, због чега се вођа либерала Грејем Вотсон, чл. ЕП, повукао из групе. Међутим, чланови Европског парламента јесу подржали предлог за већу употребу европских симбола, након што је ово одбачено у Уговору из Лисабона. Предложено је да Парламент преузме улогу авангарде у коришћењу ових симбола, као што је то учинио усвајајући заставу 1983, три године пре него што су то учиниле Заједнице као целина. У септембру 2007. је приказан привремени извештај, који је предложио да се смањи време које се издваја за госте говорнике и не-законодавна документа. (2006. године, 92 извештаја „на сопствену иницијативу“ — који коментаришу, а не мењају право — су биле табеле, и 22% времена за расправу је искоришћено за расправу о оваквим извештајима, док је само 18% искоришћено за правне акте. Група би требало да састави коначни извештај у јулу 2008, и спроведе препоруке у пракси до избора 2009, међутим Вотсон је изјавио да сумња да лево-десна коалиција у Парламенту може усвојити предлоге, због противљења конзервативнијих чланова. Неки други чланови, попут копредседавајућег Независних демократа Јенса-Петера Бондеа, чл. ЕП, су желели радикалније предлоге. Бонде, међутим, јесте гласао за извештај, рекавши да је „психолошки важно да покажемо да желимо да постанемо политичкији парламент“.